# Virtualisering

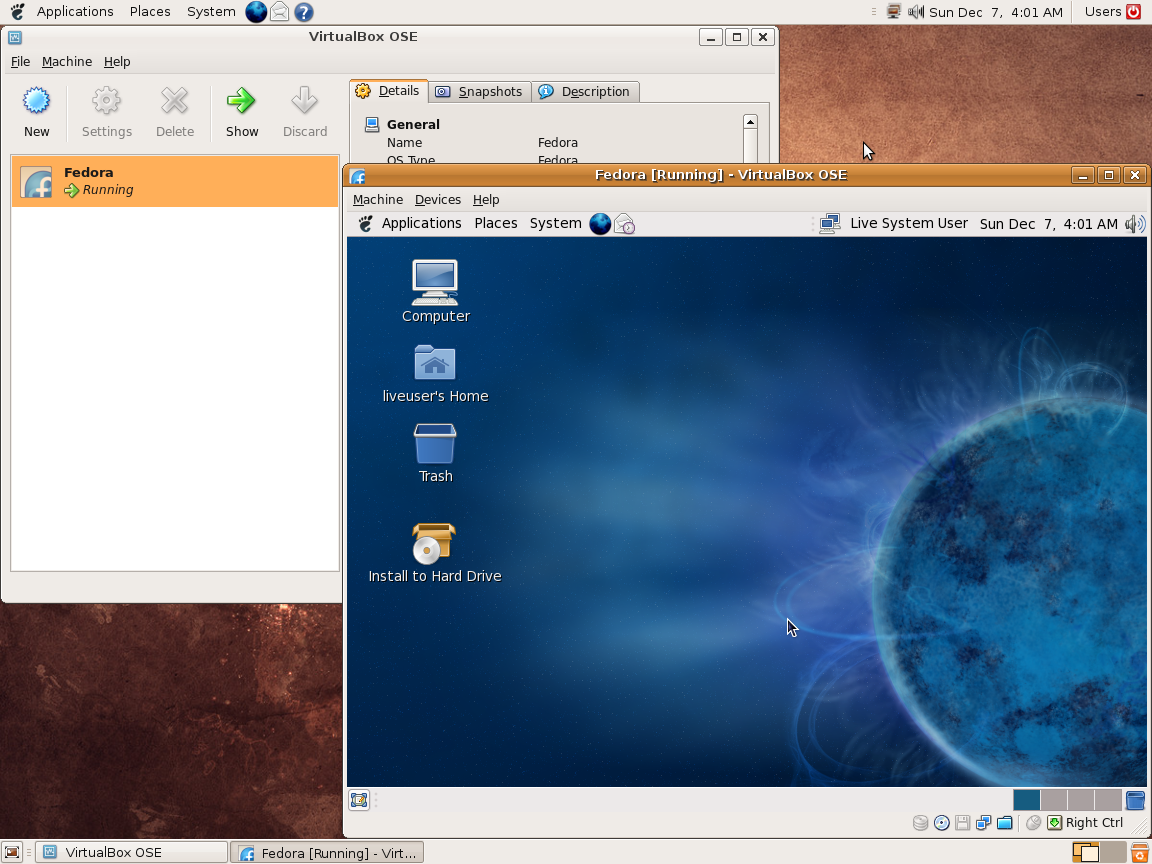
Programmet VirtualBox i Ubuntu Linux virtualiserar Fedora Linux.

Virtualisering, en teknik att fördela en enda dators resurser, ofta CPUn, till flera samtidiga tillämpningar. Jämför med multikörning.

## Historia
I mitten av 1960-talet experimenterade IBM med ett system som hette 7044 (44M), i 44M provade man att köra flera samtidiga experimentella versioner av 44, X44. IBM kommersialiserade virtualisering i sina stordatorprodukter som alltjämt kan köra flera kopior av operativsystem samtidigt på samma hårdvara men tekniken har vandrat ner till System i och System p. I början av 2000-talet populariserade VMware virtualisering på den dominerande Intel-plattformen. Efterhand har det dykt upp konkurrerande produkter som Parallels Workstation, Parallels Desktop och Xen Server från Citrix Systems
Också AIX och i5/OS på PowerPC-plattformen och Solaris har stöd för virtualisering och har blivit alltmer avancerade virtualiseringsplattformar.

## PC-virtualisering
Virtualisering av PC-servrar har blivit ett allt större affärsområde och förutom VMware jobbar också Citrix Systems och Microsoft med produkter för plattformen. Såväl Intel som AMD bygger in mer virtualiseringsfunktionalitet i sina respektive CPUer.

## Servervirtualisering
Genom att låta en fysisk server köra flera operativsystem samtidigt kan serverkraft fördelas mer optimalt mellan servrar med effekten att redundansen minskar och tillgängligheten blir avsevärt högre. 
Modern serverhårdvara är såpass kraftfull att det är möjligt att installera ett tio- tjugotal servrar på en och samma maskin. Med hjälp av mjukvara kan de virtuella maskinerna transparent förflyttas från en fysisk server till en annan under drift.

## Datavirtualisering
Datavirtualisering är ett sätt att förena data från flera källor i ett enda lager så att applikationer, rapporteringsverktyg och slutanvändare kan komma åt data utan att behöva ha detaljer om den ursprungliga källan, platsen och datastrukturerna.